# Rhamnus lojaconoi
Rhamnus lojaconoi är en brakvedsväxtart som beskrevs av F.M. Raimondo. Rhamnus lojaconoi ingår i släktet getaplar, och familjen brakvedsväxter. Inga underarter finns listade i Catalogue of Life.